# Сухайда, Роки
Роки Джо Сухайда (англ. Rocky Joe Suhayda; род. 1952, Детроит, Мичиган) — американский ультраправый активист и неонацист, действующий председатель Американской нацистской партии, находящейся в Мичигане. Он занимает этот пост по меньшей мере с 2000 года.

## Биография
В 1969 году окончил Bentley High School в Ливонии, штат Мичиган. Сухайда работал в приёмо-отправочном отделении остеопатической больницы Гарден-Сити. Сухайда несколько раз безуспешно баллотировался на государственные должности, в том числе в школьный округ Ливонии и городской совет Ливонии.
Сухайда был членом Всемирного союза национал-социалистов свободного предпринимательства и Национальной ассоциации по улучшению положения белых людей, а впоследствии основал собственную организацию под названием Американская нацистская партия. Она заявляет о своей связи с Американской нацистской партией, основанной Джорджем Линкольном Рокуэллом в 1959 году, но официально она является отдельной организацией. Сухайда был членом Национальной белой народной партии в 1976 году, но до 1979 года незадолго покинул её ряды. В 1979 году он был председателем группы «Национальный фронт», состоящей из 12 человек. Сухайда заявил, что представляет Ливонское отделение Ку-клукс-клана.
Вскоре после терактов 11 сентября Сухайда заявил, что «если бы мы были на одну десятую серьёзнее террористов вроде бен Ладена, то мы бы могли начать что-то делать». В 2016 году Сухайда заявил в своей радиопередаче, что президентство Дональда Трампа может дать американским нацистам шанс построить «про-белое» политическое собрание, подобное Чёрному кокусу Конгресса США. Он публично поддержал назначение Стивена Бэннона на должность главного стратега в Белом доме Дональда Трампа. По состоянию на 2019 год мнение Американской нацистской партии относительно президента Трампа состояло в том, что президент Трамп — это марионетка, за ниточки которой дёргает Израиль.
На данный момент точной информации, где находится текущая резиденция Роки Сухайды, нет. Однако известно, что раньше она была в Ливонии и Истпойнте.